# Epermeniídeos
Epermeniídeos (Epermeniidae) são uma família de insectos da ordem Lepidoptera, que possui em torno de 14 gêneros.

## Géneros
- Africepermenia Gaedike, 2004
- Agiton Turner, 1926
- Epermenia Hübner, 1825
  - =Acanthedra Meyrick, 1917
  - =Calotripis Hübner, 1825
  - =Chauliodus Treitschke, 1833
  - =Epermeniola Gaedike, 1968
  - =Lophonotus Stephens, 1829
  - =Tichotripis Hübner, 1825
  - =Epimarptis Meyrick, 1914
  - =Temeluchella Fletcher, 1940
  - =Temelucha Meyrick, 1909
  - =Cataplectica Walsingham, 1894
  - =Heydenia Hofmann, 1868
- Gnathifera Gaedike, 1978
- Inuncus Gaedike, 2013
- Lasiostega Meyrick, 1932
- Mesepermenia Gaedike, 2004
- Notodryas Meyrick, 1897
- Ochromolopis Hübner, 1825
- Parochromolopis Gaedike, 1977
- Paraepermenia Gaedike, 1968
- Phaulernis Meyrick, 1895
- Picrodoxa Meyrick, 1923
- Sinicaepermenia Heppner, 1990
- Thambotricha Meyrick, 1922